# Now You're Gone
Now You're Gone är en singel av Basshunter från hans album Now You're Gone från 2008. Den kom ut på singel den 2007.

## Låtlista
- CD singel (22 februari 2008)[1]

1. "Now You're Gone" (Radio Edit) – 2:31
2. "Now You're Gone" (Fonzerelli Remix Long Version) – 6:25

## Listplaceringar
| Lista (2007-2010)                            | Högsta position |
| -------------------------------------------- | --------------- |
| Australien (ARIA)                            | 79              |
| Belgien (Ultratop 40 Vallonien)              | 5               |
| Danmark (Trackslisten)                       | 14              |
| European Hot 100 Singles                     | 4               |
| Finland (Suomen virallinen lista)            | 8               |
| Frankrike (SNEP)                             | 6               |
| Irland (IRMA)                                | 1               |
| Kanada (Canadian Hot 100)                    | 88              |
| Norge (VG-lista)                             | 10              |
| Nya Zeeland (RIANZ)                          | 3               |
| Österrike (Ö3 Austria Top 40)                | 14              |
| Schweiz (Swiss Music Charts)                 | 29              |
| Storbritannien (The Official Charts Company) | 1               |
| Sverige (Sverigetopplistan)                  | 2               |
| Tyskland (Media Control AG)                  | 18              |

## Certifikat
| Land                   | Certifikat | Certifierat antal/Försäljning |
| ---------------------- | ---------- | ----------------------------- |
| Danmark (IFPI Danmark) | Guld       | 45 000                        |
| Förenta staterna       | —          | 95 000                        |
| Nya Zeeland (RMNZ)     | Platina    | 15 000                        |
| Storbritannien (BPI)   | Platina    | 667 000                       |